# Mädajõe
Mädajõe este o arie protejată (arie specială de conservare — SAC, sit de importanță comunitară — SCI) din Estonia întinsă pe o suprafață de 23,5 ha, integral pe uscat.

## Localizare
Centrul sitului Mädajõe este situat la coordonatele 58°01′13″N 27°29′28″E / 58.0204°N 27.491°E.

## Înființare
Situl Mädajõe a fost declarat sit de importanță comunitară în aprilie 2004 pentru a proteja 2 specii de animale. Situl a fost protejat și ca arie specială de conservare în iulie 2005.

## Biodiversitate
Situată în ecoregiunea boreală, aria protejată conține 1 habitat natural: Cursuri de apă de la nivel de câmpie la nivel montan, cu vegetație Ranunculion fluitantis și Callitricho-Batrachion.
La baza desemnării sitului se află mai multe specii protejate de  pești (2): zvârluga (Cobitis taenia), țipar (Misgurnus fossilis).